# 宮本丈
宮本 丈（みやもと たけし、1995年4月3日 - ）は、大阪府豊中市出身のプロ野球選手（内野手、外野手）。右投左打。東京ヤクルトスワローズ所属。

## 経歴

### プロ入り前
小学2年で軟式野球を始めた。中学時代は遊撃手だったが、履正社高校では三塁手に転向し、1年秋からベンチ入りを果たした。2年春は第84回選抜高等学校野球大会で2回戦の愛工大名電高校戦に代打として出場するも、濱田達郎の前に三球三振を喫し、チームも大敗した。3年春も第85回記念選抜高等学校野球大会に出場し、2安打を放ったもののチームは1回戦で惜敗した。高校の2学年先輩には坂本誠志郎がいた。
奈良学園大学進学後は遊撃手に再転向し、1年春からレギュラーとなり、秋のリーグ戦では首位打者とベストナインのタイトルを獲得した。その後も活躍を続け、大学通算でベストナイン6度・首位打者3度・MVP1度の記録を残している。4年には大学日本代表にも選出。
2017年度プロ野球ドラフト会議で東京ヤクルトスワローズより6位で指名を受け、契約金3000万円、年俸800万円（金額は推定）で入団に合意した。背番号は39。

### ヤクルト時代
2018年は、川端慎吾のコンディション不良と、大引啓次の故障離脱を背景に、8月18日の阪神タイガース戦（神宮）で「7番・三塁手」としてプロ初スタメンを果たし、4回裏一死一塁の場面で小野泰己からプロ初安打を記録した。その後もスタメン起用が続いた。オフに、100万円増となる推定年俸900万円で契約を更改した。
2019年は、前年と同じく26試合に出場したが、打率.143と不振に終わった。オフに、50万円減となる推定年俸850万円で契約を更改した。
2020年は、代打や故障で欠場が増えた山田哲人に代わる二塁スタメンで出場機会を増やし94試合に出場、打率.274を記録し飛躍の年となった。オフに、450万円増となる推定年俸1300万円で契約を更改した。
2021年は、故障で出遅れたものの交流戦からは一軍に定着して62試合に出場。山田が前年の故障・不振から復活したため、スタメンの機会が減り代打が主戦場になるが川端慎吾と共に高い代打打率を記録。6月20日の中日ドラゴンズ戦では、7回途中まで無安打投球を続けていた勝野昌慶から代打安打を放ち、続く川端の代打本塁打に繋げ、7月1日の阪神戦では、防御率0点台と安定していたロベルト・スアレスの160km/hの速球を打ち決勝適時打とするなど印象的な活躍も目立った。後半戦は阪神の青柳晃洋を苦手とする山田に代わり、青柳が後半戦に先発登板した3試合全てに二塁のスタメンで出場し、いずれも安打を放つなど結果を残した。打席は前年より打席数を減らすも、前年以上のOPSを記録してチームの優勝に貢献した。レギュラーシーズンの最終戦となった11月1日の対広島東洋カープ戦の9回裏に、栗林良吏から右翼ポール際のファウルを放った直後の1球で右翼スタンドに本塁打を放ち、これが栗林にとってプロ初被弾となった。
2022年はシーズン終盤に調子を上げ、9月24日のDeNA戦で4打数4安打、同月27日の阪神戦で青柳から初本塁打を放った。最終的に66試合の出場で打率.254・1本・8打点という成績を残した。オフには600万円増の推定年俸2300万円で契約を更改した。
2023年はオフに自身の背番号を10に変更した。「自分に合っているなと、いつか受け継ぎたいなという気持ちはあった。うれしいです」と語っている。
2024年は、60試合の出場で打率.259、0本塁打、6打点の成績を残したが、代打では無安打に終わった。12月12日、100万円アップの推定年俸2300万円で契約を更改した。

## 選手としての特徴・人物
打撃では巧みなバットコントロールとパンチ力、優れた選球眼と抜群の勝負強さが魅力。井端弘和は「（宮本は）非常に気持ちを全面に出すタイプで、打撃もシュア、何でもできるタイプの選手。一番良いところはファーストストライクからタイミングを合わせられる」と評している。守備では本職の二塁に加え、全内野と外野もこなすユーティリティープレイヤー。50m走のタイムは5秒9、遠投95mを記録している。
幼少期から青木宣親に憧れており、プロ入り後にチームメイトとなった。
チーム屈指の練習の虫で努力家。宮本は「プロにはなれましたけど、今までの野球人生振り返ったらほとんどがレギュラーじゃないところからスタートでした。そういうのを振り返ると、駄目だったところからはい上がれたのは、いつも練習があった。やってきて追い越してきたというか、だから逆にこういうやり方しか分からないんですよね」と語っている。

## 詳細情報

### 年度別打撃成績
| 年 度     | 球 団     | 試 合 | 打 席 | 打 数 | 得 点 | 安 打 | 二 塁 打 | 三 塁 打 | 本 塁 打 | 塁 打 | 打 点 | 盗 塁 | 盗 塁 死 | 犠 打 | 犠 飛 | 四 球 | 敬 遠 | 死 球 | 三 振 | 併 殺 打 | 打 率 | 出 塁 率 | 長 打 率 | O P S |
| --------- | --------- | ----- | ----- | ----- | ----- | ----- | -------- | -------- | -------- | ----- | ----- | ----- | -------- | ----- | ----- | ----- | ----- | ----- | ----- | -------- | ----- | -------- | -------- | ----- |
| 2018      | ヤクルト  | 26    | 48    | 41    | 3     | 9     | 1        | 0        | 0        | 10    | 6     | 0     | 0        | 1     | 1     | 5     | 0     | 0     | 11    | 1        | .220  | .298     | .244     | .542  |
| 2019      | ヤクルト  | 26    | 47    | 42    | 5     | 6     | 0        | 0        | 0        | 6     | 0     | 2     | 1        | 1     | 0     | 4     | 0     | 0     | 19    | 2        | .143  | .217     | .143     | .360  |
| 2020      | ヤクルト  | 94    | 171   | 146   | 16    | 40    | 8        | 0        | 2        | 54    | 12    | 3     | 1        | 5     | 0     | 18    | 0     | 2     | 23    | 3        | .274  | .361     | .370     | .731  |
| 2021      | ヤクルト  | 62    | 92    | 70    | 9     | 20    | 4        | 0        | 1        | 27    | 8     | 0     | 1        | 6     | 2     | 12    | 0     | 2     | 10    | 0        | .286  | .395     | .386     | .781  |
| 2022      | ヤクルト  | 66    | 134   | 114   | 10    | 29    | 6        | 0        | 1        | 38    | 8     | 0     | 0        | 7     | 0     | 8     | 0     | 5     | 15    | 3        | .254  | .331     | .333     | .664  |
| 2023      | ヤクルト  | 65    | 123   | 90    | 11    | 20    | 5        | 0        | 0        | 25    | 7     | 1     | 0        | 9     | 2     | 17    | 0     | 5     | 18    | 4        | .222  | .368     | .278     | .646  |
| 2024      | ヤクルト  | 60    | 164   | 147   | 12    | 38    | 3        | 0        | 0        | 41    | 6     | 1     | 0        | 4     | 1     | 11    | 0     | 1     | 25    | 3        | .259  | .313     | .279     | .591  |
| 通算：7年 | 通算：7年 | 399   | 779   | 650   | 66    | 162   | 27       | 0        | 4        | 201   | 47    | 7     | 3        | 33    | 6     | 75    | 0     | 15    | 121   | 16       | .249  | .338     | .309     | .647  |

- 2024年度シーズン終了時

### 年度別守備成績
| 年 度 | 球 団    | 一塁  | 一塁  | 一塁  | 一塁  | 一塁  | 一塁     | 二塁  | 二塁  | 二塁  | 二塁  | 二塁  | 二塁     | 三塁  | 三塁  | 三塁  | 三塁  | 三塁  | 三塁     | 外野  | 外野  | 外野  | 外野  | 外野  | 外野     |
| 年 度 | 球 団    | 試 合 | 刺 殺 | 補 殺 | 失 策 | 併 殺 | 守 備 率 | 試 合 | 刺 殺 | 補 殺 | 失 策 | 併 殺 | 守 備 率 | 試 合 | 刺 殺 | 補 殺 | 失 策 | 併 殺 | 守 備 率 | 試 合 | 刺 殺 | 補 殺 | 失 策 | 併 殺 | 守 備 率 |
| ----- | -------- | ----- | ----- | ----- | ----- | ----- | -------- | ----- | ----- | ----- | ----- | ----- | -------- | ----- | ----- | ----- | ----- | ----- | -------- | ----- | ----- | ----- | ----- | ----- | -------- |
| 2018  | ヤクルト | -     | -     | -     | -     | -     | -        | 1     | 0     | 1     | 0     | 0     | 1.000    | 12    | 7     | 12    | 2     | 2     | .905     | -     | -     | -     | -     | -     | -        |
| 2019  | ヤクルト | -     | -     | -     | -     | -     | -        | 1     | 1     | 2     | 0     | 0     | 1.000    | 8     | 4     | 9     | 0     | 2     | 1.000    | 2     | 2     | 0     | 0     | 0     | 1.000    |
| 2020  | ヤクルト | 1     | 2     | 0     | 0     | 0     | 1.000    | 45    | 51    | 78    | 2     | 11    | .985     | 7     | 2     | 5     | 1     | 0     | .875     | 3     | 3     | 0     | 0     | 0     | 1.000    |
| 2021  | ヤクルト | -     | -     | -     | -     | -     | -        | 11    | 8     | 15    | 0     | 5     | 1.000    | 1     | 1     | 0     | 0     | 0     | 1.000    | 8     | 6     | 0     | 0     | 0     | 1.000    |
| 2022  | ヤクルト | 10    | 54    | 3     | 0     | 5     | 1.000    | 8     | 21    | 27    | 1     | 3     | .980     | 2     | 0     | 2     | 0     | 0     | 1.000    | 12    | 10    | 0     | 0     | 0     | 1.000    |
| 2023  | ヤクルト | 7     | 35    | 3     | 0     | 3     | 1.000    | 10    | 10    | 23    | 1     | 3     | .971     | -     | -     | -     | -     | -     | -        | 12    | 17    | 0     | 0     | 0     | 1.000    |
| 2024  | ヤクルト | 2     | 13    | 0     | 0     | 1     | 1.000    | 6     | 10    | 9     | 0     | 1     | 1.000    | -     | -     | -     | -     | -     | -        | 34    | 56    | 2     | 0     | 1     | 1.000    |
| 通算  | 通算     | 20    | 104   | 6     | 0     | 9     | 1.000    | 82    | 101   | 155   | 4     | 23    | .985     | 30    | 14    | 28    | 3     | 4     | .933     | 71    | 94    | 2     | 0     | 1     | 1.000    |

- 2024年度シーズン終了時

### 記録
初記録
- 初出場：2018年6月26日、対中日ドラゴンズ9回戦（明治神宮野球場）、7回裏に畠山和洋の代打で出場
- 初打席：同上、又吉克樹から遊ゴロ
- 初先発出場：2018年8月18日、対阪神タイガース15回戦（明治神宮野球場）、「7番・三塁手」で先発出場
- 初安打：同上、4回裏に小野泰己から右前安打
- 初打点：2018年8月25日、対横浜DeNAベイスターズ18回戦（明治神宮野球場）、3回裏にジョー・ウィーランドから中前適時打
- 初盗塁：2019年5月12日、対読売ジャイアンツ9回戦（東京ドーム）、2回表に二盗（投手：山口俊、捕手：小林誠司）
- 初本塁打：2020年7月28日、対阪神タイガース7回戦（明治神宮野球場）、2回裏に秋山拓巳から右越3ラン

### 背番号
- 39（2018年[4] - 2023年）
- 10（2024年[14] - ）

### 登場曲
- 「Stay」Zedd Feat. Alessia Cara（2019年）
- 「Battle Scars」Lupe Fiasco & Guy Sebastian（2020年 - 2023年） ※第3打席以外
- 「#1090 Thousand Dreams」松本孝弘（2020年 - 2021年） ※第3打席
- 「ええねん」ウルフルズ（2022年）
- 「Believe」Folder 5（2023年）
- 「Fly Sky High」TAKAFIN & MIGHTY JAM ROCK（2024年）
- 「みんなのうた」サザンオールスターズ（2025年 - ）